# MB14
Mohamed Belkhir, dit MB14, est un auteur-compositeur-interprète, rappeur, beatboxeur, chanteur et acteur français, né le 19 juin 1994 à Amiens (Somme).
Il est révélé comme chanteur par la cinquième saison de The Voice : La Plus Belle Voix, qu'il termine second derrière Slimane. Comme acteur, il a fait ses débuts dans le film Ténor en 2022.
Il a participé à plusieurs compétitions de beatbox et a remporté le concours 2016.

## Biographie
Mohamed Belkhir est originaire d'Amiens, dans la Somme.
Il découvre la musique avec le rap et commence à écrire ses premiers textes à l'âge de 12 ans. Il découvre, en 2010, le beatboxing avec des vidéos sur internet et développe un savoir-faire d'homme-orchestre grâce à sa loop station (une machine qui permet d'enregistrer des boucles sonores).
Il choisit le nom de scène MB14 en accolant son nombre fétiche aux initiales de son prénom et de son nom.
En 2015, il remporte le Tremplin des jeunes du Picardie Mouv. La même année, il intègre le groupe toulousain Berywam avec lequel il est sacré champion de France de human beatbox par équipe en 2016 et champion du monde de beatbox en 2018.
En 2016, il participe à la cinquième saison de The Voice : La plus belle voix dans laquelle il termine deuxième derrière Slimane. En 2021,  il participe également à la saison All Stars de The Voice : La Plus Belle Voix où il termine troisième derrière Louis Delort et la gagnante Anne Sila.
En avril 2018, il quitte le groupe Berywam pour entreprendre une carrière solo.
En 2022, il interprète le rôle d'un jeune rappeur qui découvre le chant lyrique dans le film de Claude Zidi Jr. : Ténor, dont il a écrit la musique du générique. Il partage l'affiche avec Michèle Laroque.
En 2023, il participe à l’émission Britain's Got Talent et se qualifie directement pour les demi-finales live grâce au Golden Buzzer des présentateurs Ant et Dec. Il est cependant éliminé dès les demi-finales.
En 2024, il joue dans la série Cat's Eyes d'Alexandre Laurent, aux côtés de Camille Lou, Constance Labbé et Claire Romain.

## Discographie

### Album
- 2018 : Ambitus

### Singles
- 2018 : Go Down
- 2018 : Street Lights
- 2022 : Ma place

## Filmographie

### Long métrage
- 2022 : Ténor de Claude Zidi Jr. : Antoine

### Série télévisée
- 2024 : Cat's Eyes de Alexandre Laurent : Quentin Chapuis

## Distinctions
- 2015 : vice-champion de France de beatbox par équipe avec Berywam
- 2016 : champion de France de beatbox par équipe avec Berywam
- 2016 : finaliste de The Voice : La Plus Belle Voix
- 2018 : champion du monde de beatbox par équipe avec Berywam
- 2021 : troisième de The Voice : La Plus Belle Voix All Stars
- 2022 : présélection Révélations des César 2023
- 2023 : demi-finaliste de Britain's Got Talent